# Пластова станиця Вашингтон
Пластова станиця «Вашинґтон» — пластова організація української молоді, що діє у Вашингтоні, столиці США. На сьогодні пластова молодь станиці зорганізована у різних вікових групах: новацтво (діти віком від 6 до 11 років), юнацтво (віком від 11 до 18 років), старше пластунство (віком від 18 до 35 років) і сеньйорат (віком від 35 і більше).

## Історія
Станицю «Вашинґтон» було створено 1959 року за активної участі Миколи та Ірени Ставничих. Спочатку були лише два новацькі рої: «Медведики» та «Бджілки», а в 1963 році вже були зорганізовані нові рої: «Мурашки» і «Метелики». У 1965-1969 рр. члени наймолодшої групи почали переходити до групи юнацтва. Так, на 1968 рік у станиці «Вашинґтон» нараховувалося вже 26 юнаків, і 36 дівчат (юначок). На той час юнацтвом займалася Тереня Бень, а новацтвом працювала Оля Масник, яку замінив у 1970 р. Орест Гаврилюк. На 1972 рік чисельність пластунів станиці зросла до 123 осіб. 

## Діяльність
Особливих успіхів досягла група юнацтва: у 1994 році юначки станиці «Вашинґтон» здобули перше місце в «Орликіаді». У 1999 р. станиця мала свого першого «Гетьманича» «Орликіади», Маркіяна Добчанського, а у 2000 р. «гетьманівну» — Олександру Гаврилишин. На сьогодні станиця влаштовує мандрівки, табори, та інші програми. Старші пластунки «Перші стежі» зорганізували у Вашинґтоні табір «Стежки культури». Крім виховної роботи пластуни проводять також різні культурні заходи, серед яких виставки картин українських художників.
Роботу і діяльність станиці очолює станичний. Цю посаду в різний час займали: Сергій Заполенко, Микола Ставничний, Василь Лев, Іван Сось, Уляна Сось, Орест Гаврилюк, Андрій Бігун, Юрій Ґавдяк, Тамара Воробій, Микола Баб’як, Степан Шишка, Боян Онишкевич, Яромир Оришкевич і Андрій Дмитрюк.

## Видатні члени станиці
- Степан Шишка
- Юрій Старосольський
- Борис Люшняк